# Zoodes
Zoodes is een kevergeslacht uit de familie van de boktorren (Cerambycidae). De wetenschappelijke naam van het geslacht werd voor het eerst geldig gepubliceerd in 1867 door Pascoe.

## Soorten
Zoodes omvat de volgende soorten:
- Zoodes angolensis (Quedenfeldt, 1882)
- Zoodes basalis (White, 1855)
- Zoodes compressus (Fabricius, 1787)
- Zoodes cornutus Lacordaire, 1869
- Zoodes crassipes (Quedenfeldt, 1888)
- Zoodes eburioides Lacordaire, 1869
- Zoodes formosanus Niisato, 1982
- Zoodes fulguratus Gahan, 1906
- Zoodes hirsutus (Jordan, 1894)
- Zoodes japonicus Hayashi, 1963
- Zoodes liturifer (Walker, 1871)
- Zoodes maculatus (White, 1855)
- Zoodes nilgiriensis Gahan, 1906
- Zoodes quadridentatus Gahan, 1906
- Zoodes subpilosus (Nonfried, 1894)